# Badra (Kyffhäuserland)
Badra – dzielnica gminy Kyffhäuserland w Niemczech, w kraju związkowym Turyngia, w powiecie Kyffhäuser. Do 30 grudnia 2012 samodzielna gmina, wchodząca w skład wspólnoty administracyjnej Kyffhäuser.